# Oxira dahlii
Oxira dahlii là một loài bướm đêm trong họ Noctuidae.